# Сибайи (озеро)
Сибайи (англ. Sibhayi) — самое большое естественное пресноводное озеро в Южной Африке, с площадью поверхность 77 км². Его часто ошибочно называют Sibaya или Sibayi.
Озеро расположено в Мапуталенде, провинция Квазулу-Натал, на восточном побережье ЮАР.
Озеро является частью водно-болотного района Сент-Лусия и 28 июня 1991 года в соответствии с Рамсарской конвенцией признано как «водно-болотные угодья, имеющие международное значение». В декабре 1999 года водно-болотный район Сент-Люсия был включён в список Всемирного наследия ЮНЕСКО в ЮАР.
На озере водится 279 видов птиц.

## Туризм
На северном берегу озера расположен отель «Озеро Сибайи» (англ. Lake Sibaya Lodge). Это элитный отель включает 16 шале. Территория между озером Сибайи и Индийским океаном называется Мабиби (англ. Mabibi). Здесь также расположены кемпинги и шале, в том числе отель Thonga Beach Lodge.
Поблизости находится популярный пляж Содвана-Бей.